# داوود بن علی ظاهری
داوود بن علی بن خَلف اصفهانی (۲۰۰ یا ۲۰۲ ق – ۲۷۰ یا ۲۷۵ ق) با کنیه ابو سلیمان معروف به داوود ظاهری فقیه و مُحَّدث مسلمان و بنیان‌گذار مذهب ظاهری بود. او در کوفه متولد شد و در بغداد و نیشابور به تحصیل علم پرداخت و شاگرد ابو ثور شافعی و اسحاق بن راهویه از شاگردان بزرگ شافعی بود. وی نخست از پیروان سرسخت مذهب شافعی بود؛ ولی پس از مدتی مکتب ظاهری را در فقه بنا نهاد.